# 142 (tal)
142 är det naturliga talet som följer 141 och som följs av 143.

## Inom vetenskapen
- 142 Polana, en asteroid

## Inom matematiken
- 142 är ett jämnt tal.
- 142 är ett semiprimtal.
- 142 är ett palindromtal i det ternära talsystemet.